# Henkell & Co.
Henkell & Co. è una casa produttrice di vino spumante tedesca.
Fondata nel 1832 a Magonza, produce annualmente più di 158 milioni di bottiglie di Sekt (vino spumante).